# Оламбра
Оламбра (порт. Holambra)  —  муниципалитет в Бразилии, входит в штат Сан-Паулу. Составная часть мезорегиона Кампинас. Находится в составе крупной городской агломерации Агломерация Кампинас. Входит в экономико-статистический  микрорегион Кампинас. Население составляет 8532 человека на 2006 год. Занимает площадь 64,277 км². Плотность населения — 132,7 чел./км².

## История
Город основан в 48 г. XX в. иммигрантами из Голландии. 27 октября 1991 г. Оламбра получила статус муниципалитета.

## Статистика
- Валовой внутренний продукт на 2005 составляет 322.619.000,00 реалов (данные: Бразильский институт географии и статистики).
- Валовой внутренний продукт на душу населения на 2003 составляет 24.749,45 реалов (данные: Бразильский институт географии и статистики).
- Индекс развития человеческого потенциала на 2000 составляет 0,827 (данные: Программа развития ООН).

## География
Климат местности: субтропический. В соответствии с классификацией Кёппена, климат относится к категории Cfa.